# Nécropole nationale de Saint-Quentin
La nécropole nationale de Saint-Quentin est un cimetière militaire français de la Première Guerre mondiale et de la Seconde Guerre mondiale au nord-ouest du territoire de la commune de Saint-Quentin dans le département de l'Aisne, en bordure de la RD 929 - E44 reliant Saint-Quentin à Amiens,.

## La guerre dans l'Aisne

### Première Guerre mondiale
La guerre dans l'Aisne se situait dans le contexte de la bataille de Guise du 28 au 30 août 1918 et, plus tard, pendant les mois d'octobre et novembre 1918. 
Les troupes allemandes occupent Saint-Quentin du 28 août au 2 octobre 1918. À Saint-Quentin, il y avait des hôpitaux. Les troupes allemandes avaient stationné à Saint-Quentin 2 000 prisonniers russes pour assurer la défense de la ville.

### Seconde Guerre mondiale
De septembre 1939 à juin 1940, le deuxième régiment marocain de Spahis marcha contre les troupes allemandes. Il y eut beaucoup[Combien ?] de morts.

## Le cimetière
Ce cimetière militaire est édifié en 1923 et aménagé en 1934 et 1935. En 1954, on y inhume des soldats français morts pendant la Seconde Guerre mondiale.
La nécropole regroupe, sur une superficie de 1,76 ha, les corps de soldats inhumés précédemment dans de petits cimetières militaires de la ville et des environs.

## Les morts
5 273 corps reposent dans ce cimetière, 3 954 dans des tombes individuelles et 1 319 dans des ossuaires. Parmi eux se trouvent également les corps de 2 Roumains, de 117 Russes, ainsi que ceux de 217 Français tués au cours de la Seconde Guerre mondiale dont les corps ont été rapatriés de différents lieux du département de l'Aisne,.
Il y a une liste des noms des morts.

## Galerie

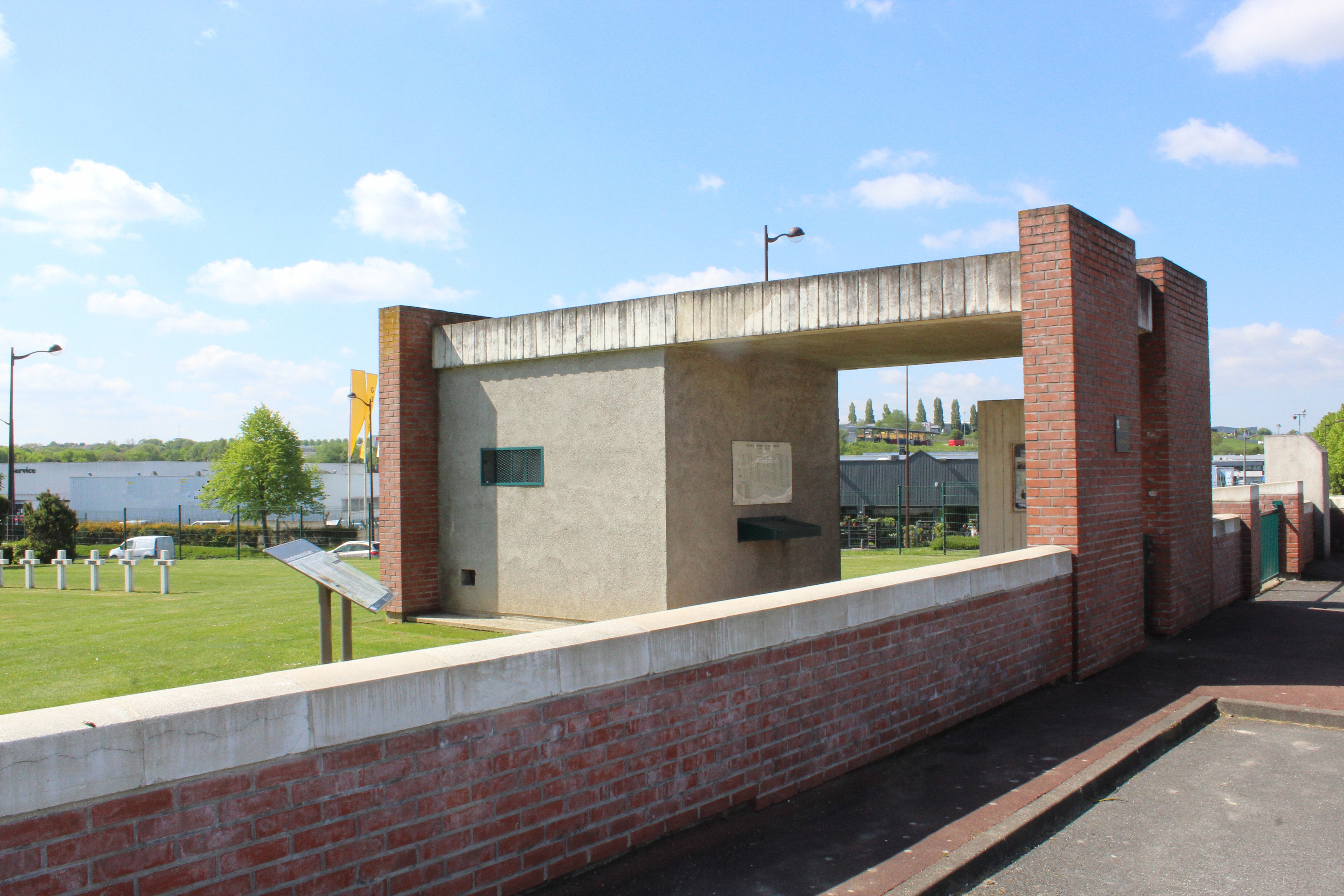
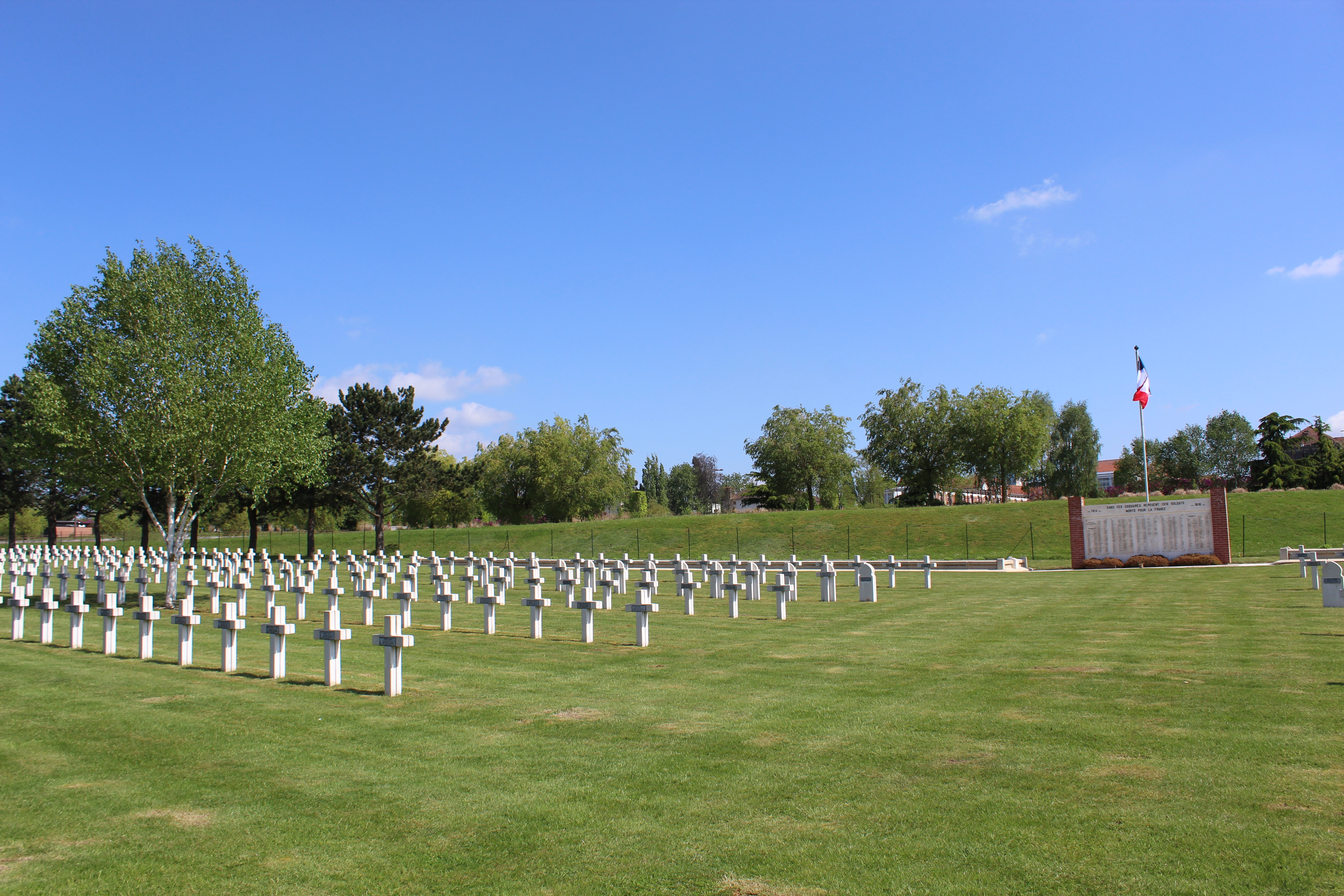
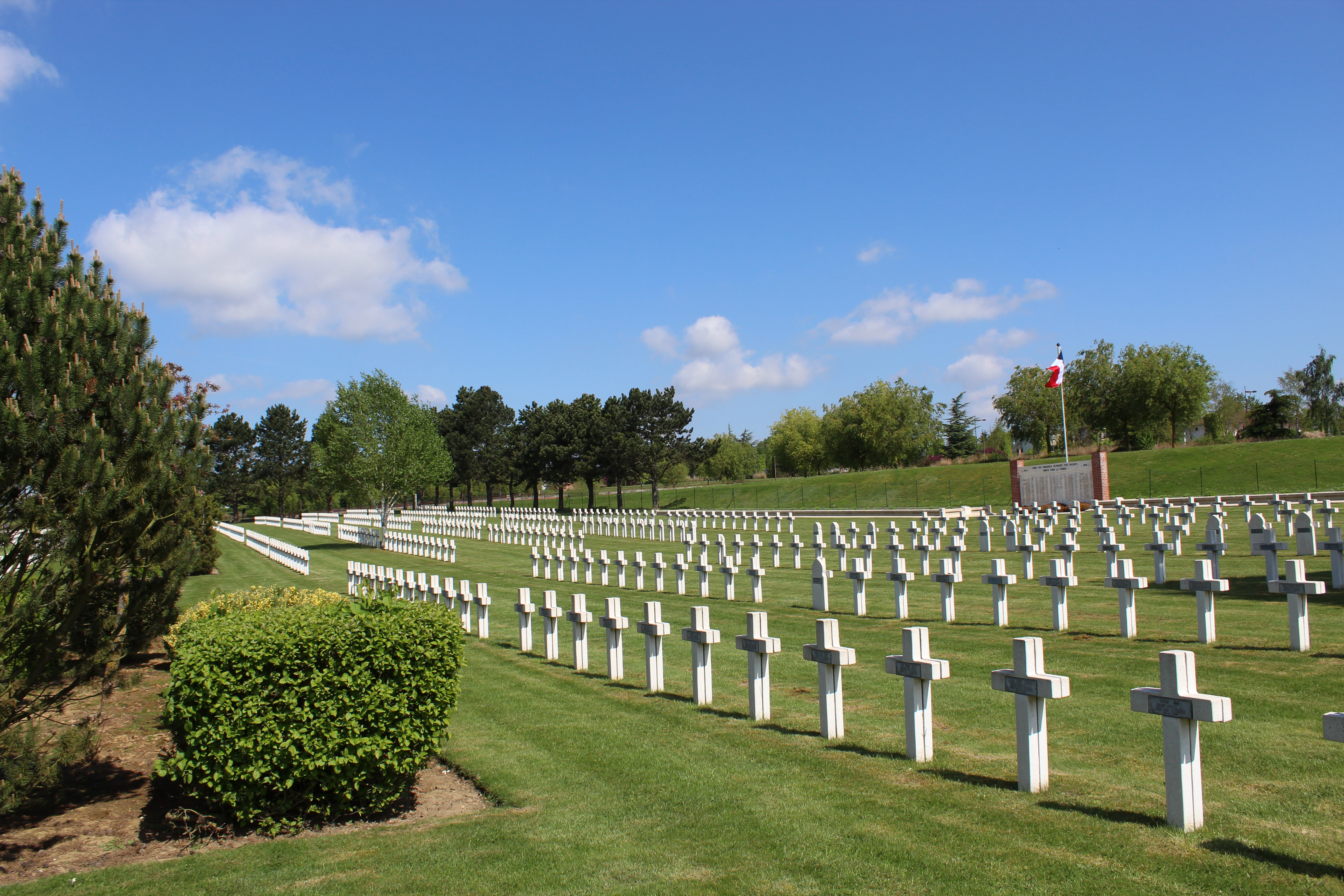
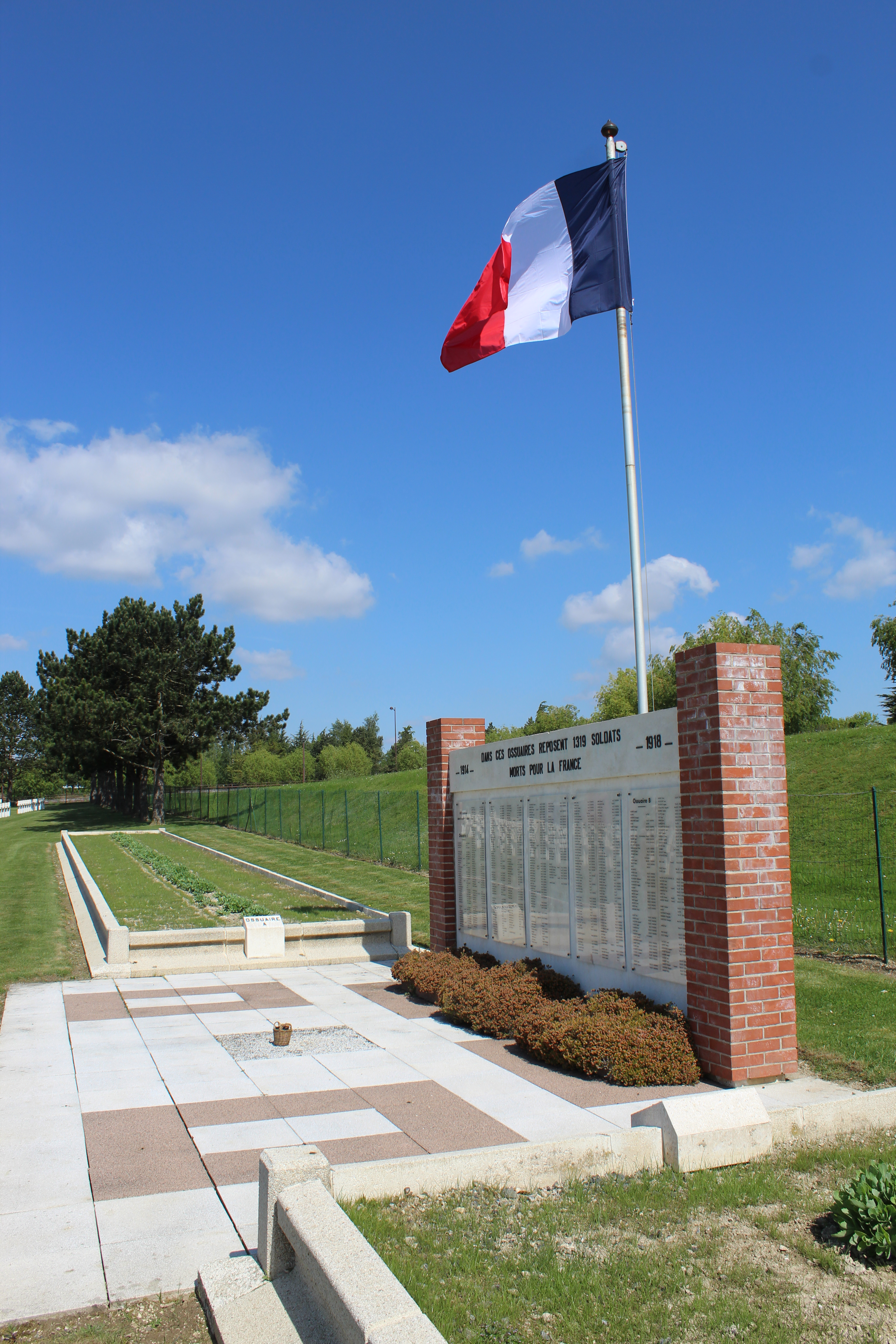